# 德羅賓
52°45′N 19°59′E / 52.750°N 19.983°E
德羅賓是波蘭中部馬佐夫舍省城鎮，始建於12世紀，面積9.64平方公里，海拔高度122米，2006年人口2,980人。第二次世界大戰期間，納粹德國在1939年至1945年間佔領該鎮。

## 外部連結
- Jewish Community in Drobin （页面存档备份，存于） on Virtual Shtetl